# Bernstorff-Denkmal

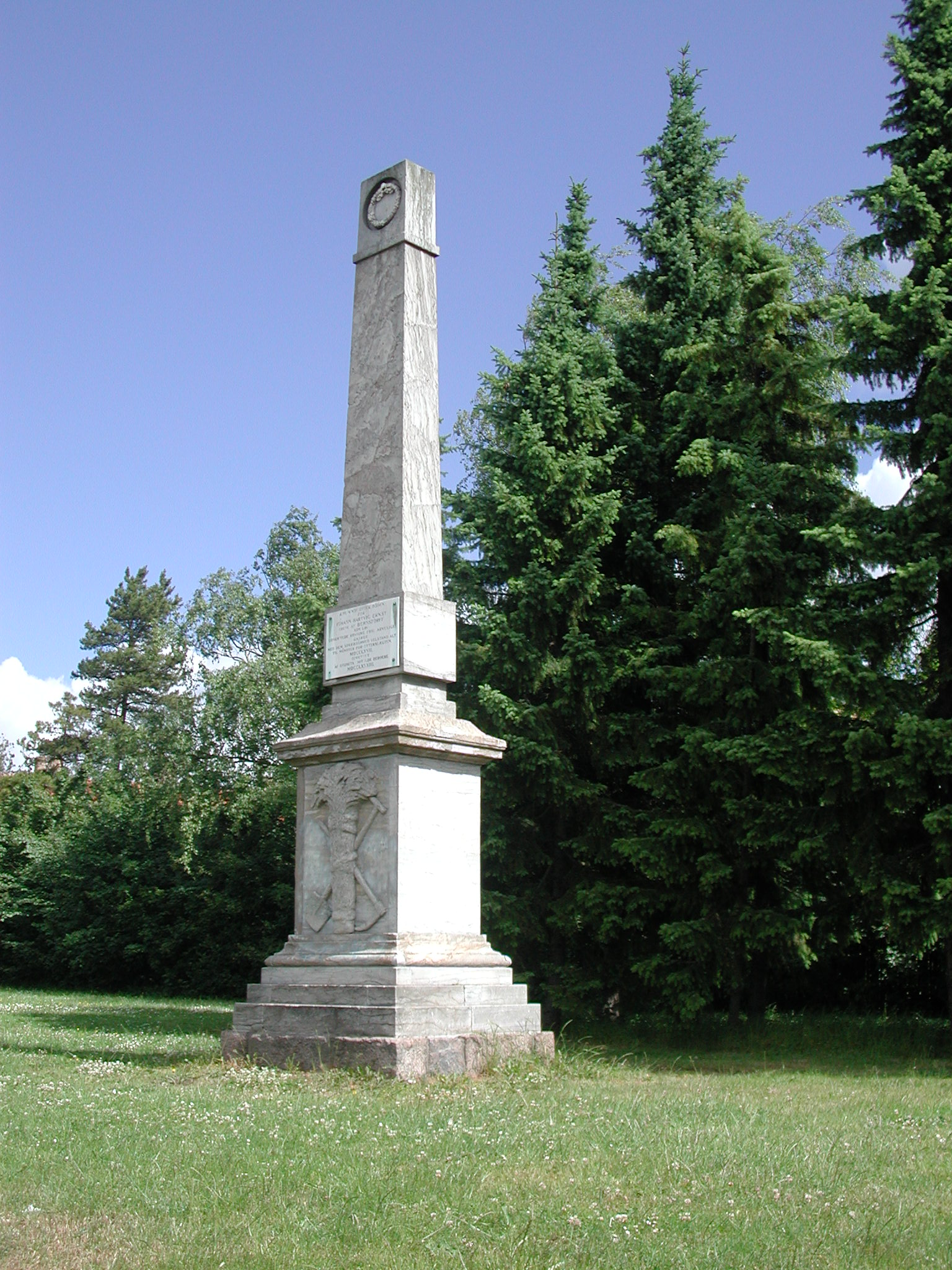
Bernstorff-Denkmal

Das Bernstorff-Denkmal (dänisch: Bernstorffstøtten) ist ein Denkmal für Graf Johann Hartwig Ernst von Bernstorff am Lyngbyvej, südlich des Kildegårds Plads in der Kommune Gentofte in Kopenhagen. Es wurde von den örtlichen Landwirten nach einem Entwurf von Johannes Wiedewelt errichtet, um an die Agrarreformen zu erinnern, die Bernstorff auf seinem Gut, dem Schloss Bernstorff, einführte.

## Geschichte
Das Denkmal wurde vom Bildhauer Johannes Wiedewelt angefertigt und am 28. August 1783 als „Kongevejens Prydelse“ auf einer Bergkuppe südlich von Gentofte eingeweiht. Das 100-jährige Jubiläum der Agrarreform auf Schloss Bernstorff wurde am 20. Juni 1866 gefeiert. Die Bernstorff-Denkmal wurde ursprünglich an einem Ort namens Gentofte errichtet. Im Zusammenhang mit der Erweiterung des Lyngbyvejen wurde die Stütze zweimal verlegt, zuletzt an ihren jetzigen Standort in Fristedet. Es wurde 1918 unter Denkmalschutz gestellt.

## Beschreibung
Auf einem kleinen rechteckigen, grasbewachsenen Platz am Lyngbyvejen in Gentofte steht der Bernstorff-Denkmal, ein etwa 6,75 m hoher Obelisk aus norwegischem Marmor auf einem Granitsockel. Auf dem Sockel sind Reliefs zu sehen, die die Ernte darstellen, und auf dem Obelisken selbst befindet sich auf der Westseite eine Inschrift:
Auf der Ostseite eine weitere Inschrift mit demselben Text in lateinischer Sprache. An der Spitze des Obelisken befindet sich ein schmales Gesims und in einer runden Vertiefung ein geschnitzter Lorbeerkranz.